# Tugend läuft Amok
Tugend läuft Amok (dänisch: Dyden går amok) ist ein dänischer Spielfilm von Sven Methling aus dem Jahr 1966. Der Regisseur hatte auch das Drehbuch verfasst. Es basiert auf dem Roman „Wenn die Tugend Amok läuft“ von Knud Poulsen. Die Hauptrollen sind mit John Hahn-Petersen, Axel Strøbye und Louis Miehe-Renard besetzt. In seinem Produktionsland kam der Film zum ersten Mal am 25. März 1966 ins Kino; in der Bundesrepublik Deutschland hatte er seine Premiere am 10. Februar 1966.

## Handlung
Eigentlich sollte es ein Jagdausflug werden. Hasen wollten sie schießen, droben in Jütland auf der kleinen Insel Hu: Edward, der promovierte Kunsthistoriker, N. Y., der Reichsgerichtsanwalt, und der Großkaufmann Joachim. Und als die drei Herren aus Kopenhagen mit den schlichten Fischern von Hu aneinandergeraten, mit Monni, Niels, Marinus und „Kleinküchenherd“, da werden in der Tat eine Menge „Böcke“ geschossen, doch zur Jagd kommt es nicht mehr. Stattdessen stärkt der daheim etwas kurz gehaltene Edward sein erotisches Empfinden mit der freundlichen Hilfe der drallen Kellnerin Anna; der Herr Reichsgerichtsanwalt erschüttert mit seiner nationalen Rhetorik schier das Gemeinwesen der Insel, und Joachim, den mit einer nur allzu reifen Tochter gesegneten Handelsmann, läutert in der Arrestzelle ein Gespräch mit dem geistlichen Herrn der Insel, Pastor Deje. Als die Gattinnen der drei Großstädter, von heimischen Sorgen angetrieben, auf der Insel erscheinen, finden sie die Oberhäupter ihrer Familien frommfröhlich gewandelt und zu neuen Taten beflügelt vor.

## Kritiken
Das Lexikon des internationalen Films zieht in seiner Online-Ausgabe (Zweitausendeins) folgendes Fazit: „Ein nach einem Boulevard-Roman mit handwerklichem Geschick gedrehtes Lustspiel mit gewollt schlüpfrigem ‚Vulgär-Humor‘ im Stil des dänischen Erfolgsfilms ‚Das tosende Paradies‘.“
Weniger von dem Streifen hält der Evangelische Film-Beobachter: „Als ‚saftige Komödie‘ deklarierter dänischer Film in der Nachfolge von ‚Baronesse‘ und ‚Das tosende Paradies‘. Anzügliche Beschreibung eines ‚Jagdausflugs‘ dreier Großstädter auf eine jütländische Insel. Vorbehalte nicht wegen der üppig zur Schau gestellten Freizügigkeit weiblicher Reize, sondern wegen des Groschenroman-Niveaus des Streifens.“